# Michael Guest (Politiker)

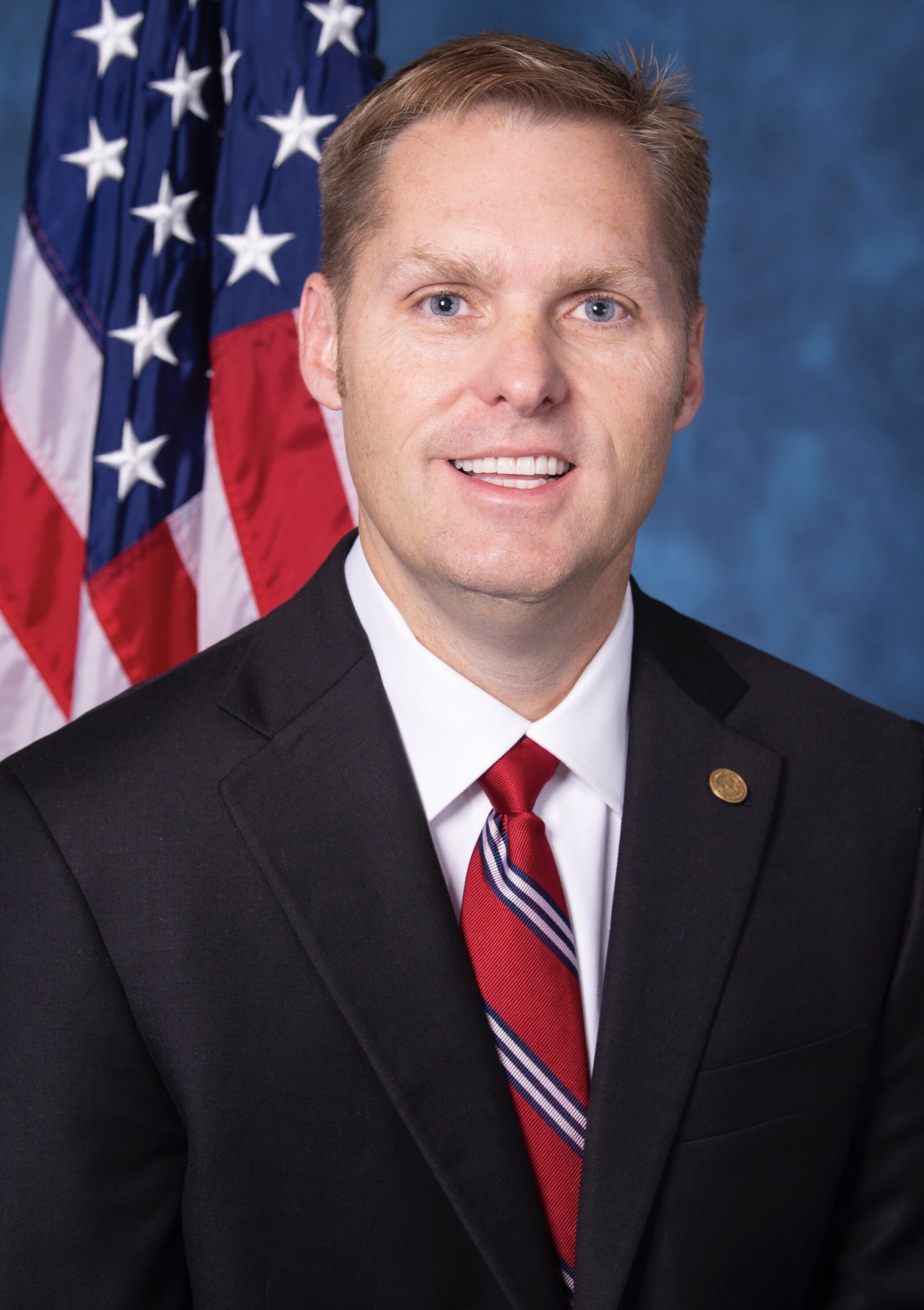
Michael Guest (2019)

Michael Patrick Guest (* 4. Februar 1970 in Woodbury, Gloucester County, New Jersey) ist ein US-amerikanischer Politiker der Republikanischen Partei. Seit Januar 2019 vertritt er den dritten Distrikt des Bundesstaats Mississippi im Repräsentantenhaus der Vereinigten Staaten. Er ist Vorsitzender des United States House Committee on Ethics.

## Werdegang
Michael Guest wuchs in der Stadt Brandon auf, wo er die High School besuchte, bevor er an der Mississippi State University ein Studium des Rechnungswesens aufnahm, welches er 1993 mit einem Bachelor of Science abschloss. An der University of Mississippi studierte er zudem bis 1995 Jura, wobei er 1995 mit dem Grad des Juris Doctor abschloss. Zwischen 1994 und 2008 arbeitete er anschließend als Assistant District Attorney des Madison und des Rankin County in seinem Heimatstaat. Von 2008, bis zum Beginn seiner Amtszeit als Repräsentant im Kongress 2019, war er District Attorney der beiden vorgenannten Countys.
Guest ist mit Haley Kennedy verheiratet. Zusammen sind sie Eltern von zwei Söhnen und leben in Brandon.

## Politik
Bei den Wahlen Wahlen 2018 trat Guest für den dritten Kongresswahlbezirk Mississippis an, nachdem der Abgeordnete Gregg Harper nicht erneut für den Sitz kandidierte. Während des Vorwahlkampfes erhielt keiner der republikanischen Kandidaten die erforderliche Mehrheit von 50 % der Stimmen. In der Stichwahl setzte sich Guest mit 65 % der Stimmen gegen seinen Parteikollegen Whit Hughes durch. Während der General Election trat er gegen den Demokraten Michael Evans an, gegen den er sich mit etwa mehr als 62 % der Wählerstimmen durchsetzte, womit er in den Kongress einzog, wo er am 3. Januar 2019 vereidigt wurde. Am 3. November 2020 setzte er sich mit 51,9 % gegen die Demokratin Amy Kennedy und zwei weitere Kandidaten durch.
In der Primary (Vorwahl) seiner Partei für die Wahlen 2022 wurde er dafür angegriffen, dass er für eine Untersuchungskommission zur Untersuchung des Sturm auf das Kapitol in Washington 2021 gestimmt hatte. Er konnte zunächst nicht die Mehrheit hinter sich vereinigen und musste sich dem Militärpiloten Michael Cassidy in einer Stichwahl stellen. Die Stichwahl konnte er mit 89,8 % klar gewinnen. Er trat am 8. November 2022 gegen Dorothy Benford von der Demokratischen Partei an. Er konnte die Wahl mit 64,7 % der Stimmen für sich entscheiden und war dadurch auch im Repräsentantenhaus des 118. Kongresses vertreten. Bei der Kongresswahl 2024 hatte Guest weder in der Vor-, noch in der Hauptwahl im November 2024 einen Gegenkandidaten.
Michael Guest hatte als Vorsitzender des Ethikausschusses die Ermittlungen gegen Matt Gaetz im 118. Kongress geleitet, stimmte aber gegen die Veröffentlichung des Untersuchungsberichtes. Er wurde im Dezember 2024 aber im Ausschuss überstimmt, als seine Parteifreunde Dave Joyce und Andrew Garbarino mit den Demokraten im Ausschuss für die Veröffentlichung stimmten.
Seine aktuelle, insgesamt dritte, Legislaturperiode im Repräsentantenhaus des 119. Kongresses läuft noch bis zum 3. Januar 2027.

### Ausschüsse
Guest ist aktuell Mitglied in folgenden Ausschüssen des Repräsentantenhauses:
- Committee on Ethics (Vorsitzender)
- Committee on Homeland Security
  - Cybersecurity, Infrastructure Protection, and Innovation
  - Intelligence and Counterterrorism
- Committee on Transportation and Infrastructure
  - Economic Development, Public Buildings, and Emergency Management
  - Highways and Transit

Außerdem ist er Mitglied im Republican Study Committee sowie in 14 weiteren Caucuses.

### Positionen
Guest ist ein Unterstützer von US-Präsident Donald Trump. So setzt er sich wie dieser für Steuererleichterungen und gegen illegale Immigration ein und fordert ebenfalls eine Grenzmauer zu Mexiko. Er gilt zudem als Abtreibungsgegner und setzt sich für den 2. Verfassungszusatz, welcher das Recht auf das Tragen einer Waffe garantiert, ein.
Michael Guest stimmt im Trumps ersten Amtsenthebungsverfahren gegen die Anklage. Am 6. Januar 2021 stimmte er nach dem Storm auf das Kapitol gegen die Zertifizierung des Sieges von Joe Biden bei der Wahl 2020 in Arizona und Pennsylvania. Im zweiten Amtsenthebungsverfahren gegen Trump wegen des Angriffs auf das Kapitol am 6. Januar 2021 stimmte Guest erneut gegen die Anklage. Er stimmte aber im Mai 2021 für die Errichtung einer Nationalen Kommission zur Untersuchung des Sturms auf das Kapitol. Er begründete dies unter anderem mit seiner Achtung für den Rechtsstaat (Rule of Law). Als diese Kommission nicht zustande kam stimmte er aber gegen die Zertifizierung Einrichtung des Untersuchungsausschusses, da dieser seiner Ansicht nach zu parteiisch sein würde.